# Leon Witkowski
Leon Franciszek Witkowski (ur. 13 grudnia 1908 w Sławkowie, zm. 21 grudnia 1992 w Toruniu) – polski muzykolog i filolog klasyczny, wykładowca Uniwersytetu Mikołaja Kopernika w Toruniu.

## Życiorys
Syn Jana i Marty z Ziółkowskich. W 1927 uzyskał świadectwo dojrzałości w gimnazjum klasycznym im. Mikołaja
Kopernika w Toruniu. W 1933 zdobył stopień magistra filologii klasycznej i historii starożytnej na Wydziale Humanistycznym Uniwersytetu Poznańskiego, w 1938 - magistra muzykologii tamże. W 1934 ukończył dwuletni kurs w Wyższym Studium Dziennikarskim w Wyższej Szkole Handlowej w Poznaniu. Po ukończeniu studiów został nauczycielem języka łacińskiego i niemieckiego oraz muzyki w Brodnicy. W 1939 przebywał na stypendium w Danii. Po powrocie do Polski w październiku 1939 pracował w tartaku, uczył gry na fortepianie oraz uczestniczył w tajnym nauczaniu. Od 1945 był nauczycielem łaciny w toruńskim Gimnazjum i Liceum Żeńskim im. Królowej Jadwigi oraz wykładowcą historii i teorii muzyki w tamtejszej Państwowej Szkole Muzycznej (do 1961). W tym samym roku rozpoczął pracę w Katedrze Filologii Klasycznej Uniwersytecie Mikołaja Kopernika w Toruniu jako asystent i od 1966 docent (z przerwą w latach 1951-1958, gdy był lektorem języka niemieckiego i łacińskiego). Przeszedł na emeryturę w 1979.
W 1947 obronił doktorat na Uniwersytecie Poznańskim na podstawie pracy pt. Traktat św. Augustyna „De musica”. Dokonał także tłumaczenia tego dzieła na język polski. W 1966 habilitował się na Uniwersytecie Warszawskim (temat rozprawy - Elementy antyczne w polskiej zagadce literackiej i ludowej). Był autorem ponad 150 prac naukowych i popularno-naukowych (np. Poeci nowołacińsscy Torunia, Toruń 1958, "Prace Wydziału Filologiczno-Historycznego Towarzystwa Naukowego w Toruniu, tom VII, zeszyt I,) oraz 70 monografii pomorskich chórów. 
Pełnił funkcje prezesa toruńskich oddziałów Zrzeszenia Kaszubsko-Pomorskiego i Stowarzyszenia Polskich Artystów Muzyków. Należał m.in. do Towarzystwa Naukowego w Toruniu, Towarzystwa Bibliofilów im. J. Lelewela, Polskiego Towarzystwa Ludoznawczego, Towarzystwa Przyjaźni Polsko-Francuskiej oraz Bydgoskiego Towarzystwa Naukowego. Zasiadał w zarządzie Oddziału Pomorskiego Polskiego Związku Chórów i Orkiestr.
Pochowany na cmentarzu św. Jerzego w Toruniu. Jest patronem ulicy w Toruniu-Podgórzu.

## Odznaczenia, nagrody i tytuły honorowe
- Krzyż Kawalerski Orderu Odrodzenia Polski
- Złoty Krzyż Zasługi
- Medal Komisji Edukacji Narodowej
- Złota Odznaka Honorowa UMK